# Pollieno Auspice (console sotto Commodo)
Pollieno Auspice (latino: Pollienus Auspex; 150 circa – dopo il 197) è stato un politico e militare romano, senatore, nominato console suffetto intorno all'anno 185. Il suo praenomen si crede fosse Tiberio.

## Biografia
Pollieno Auspice era membro della gens italica dei Pollienii, figlio dell'omonimo Pollieno Auspice. Divenne console suffetto prima della morte di Commodo (capodanno del 192), molto probabilmente nel 185. Da questo momento in poi si sa poco o nulla di lui, e la sua carriera potrebbe essere continuata fino al regno di Alessandro Severo.
Il suo incarico successivo fu probabilmente quello di Iudex ex delegatione Caesarum o Vice Augg cognoscens (il sostituto giudice dell'imperatore a Roma), che tenne prima del 192, o forse tra il 197 e il 202, o attorno al 218-219. Auspice ricoprì anche numerosi incarichi provinciali in questo periodo, come Legatus Augusti pro praetore della Hispania Tarraconensis (più probabilmente tra il 186-189; meno probabilmente tra il 193-197 o tra il 222-235), della Dacia (più probabilmente tra il 190-192; meno probabilmente tra il 193-197 oppure tra il 222-235), della Mesia inferiore (più probabilmente tra il 194-196; meno probabilmente tra il 222-235) e della Britannia (più probabilmente tra il 196-197), meno probabilmente in Britannia superiore (forse nel 230).
Anche se tradizionalmente descritto come il figlio naturale di Pollieno Auspice, Tiberio Giulio Pollieno Auspice è stato identificato da alcuni studiosi come lo stesso Pollieno Auspice. Se la sua carriera è stata datata al regno di Alessandro Severo, il nostro Pollieno Auspice era probabilmente anche il padre adottivo di Tiberio Pollenio Armenio Peregrino.